# GNU Guix

Předchozí logo projektu

GNU Guix je balíčkovací systém vyvíjený v rámci projektu GNU a používaný podobně nazývanou linuxovou distribucí, GuixSD. Ideově vychází z balíčkovacího systému Nix, zaměřuje se na svobodný software a nabízí mj. aplikační rozhraní GNU Guile.
Sám Guix je svobodný software pod licencí GNU GPL. Projekt byl oznámen v červnu 2012. V srpnu 2015 byl dokončen port pod jádro GNU Hurd.